# Ouratea membranacea
Ouratea membranacea är en tvåhjärtbladig växtart som först beskrevs av José Jéronimo Triana och Planch., och fick sitt nu gällande namn av Adolf Engler. Ouratea membranacea ingår i släktet Ouratea och familjen Ochnaceae. Inga underarter finns listade i Catalogue of Life.